# Liliana Amon

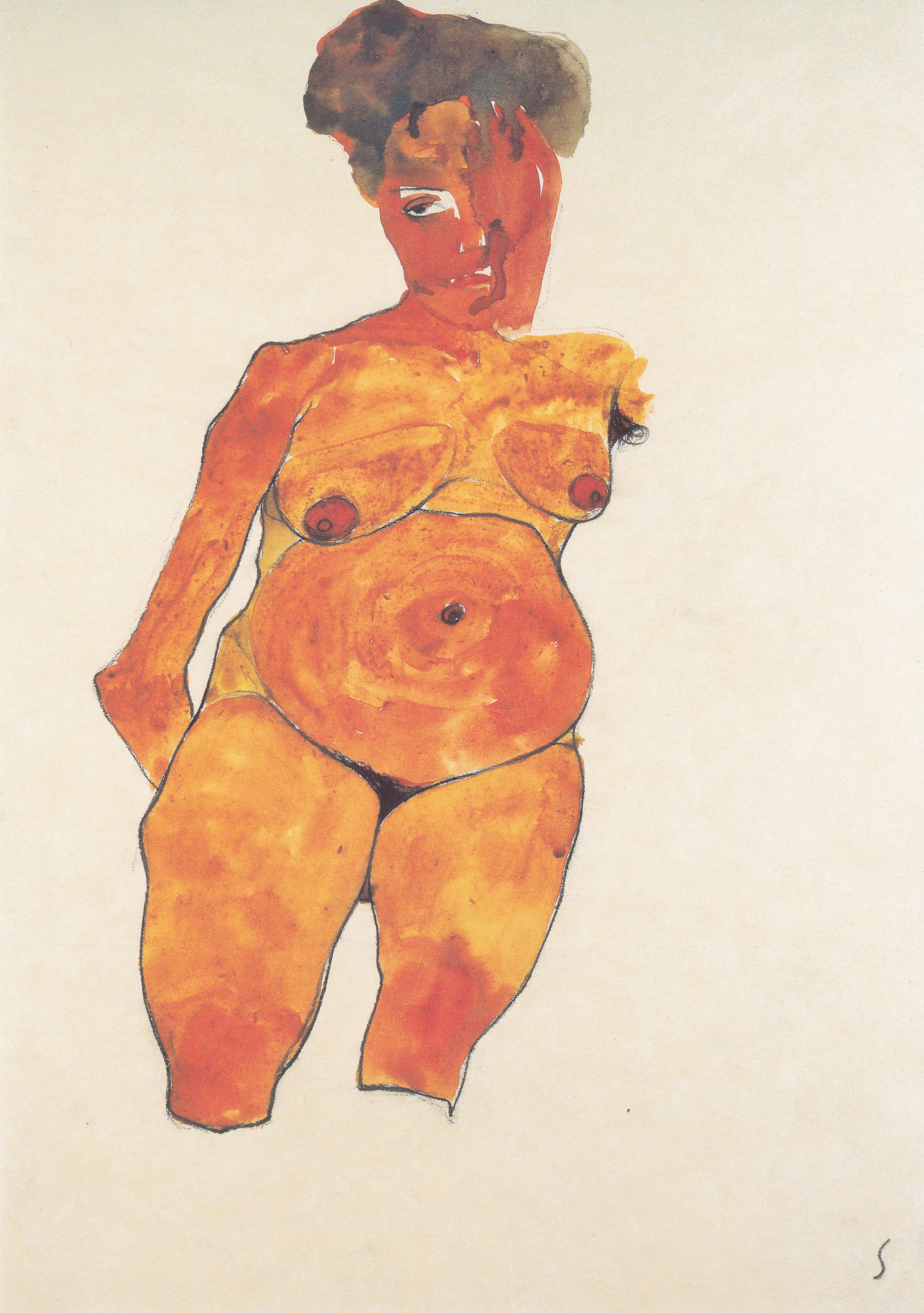
Egon Schiele: Bildnis einer Schwangeren (1910)

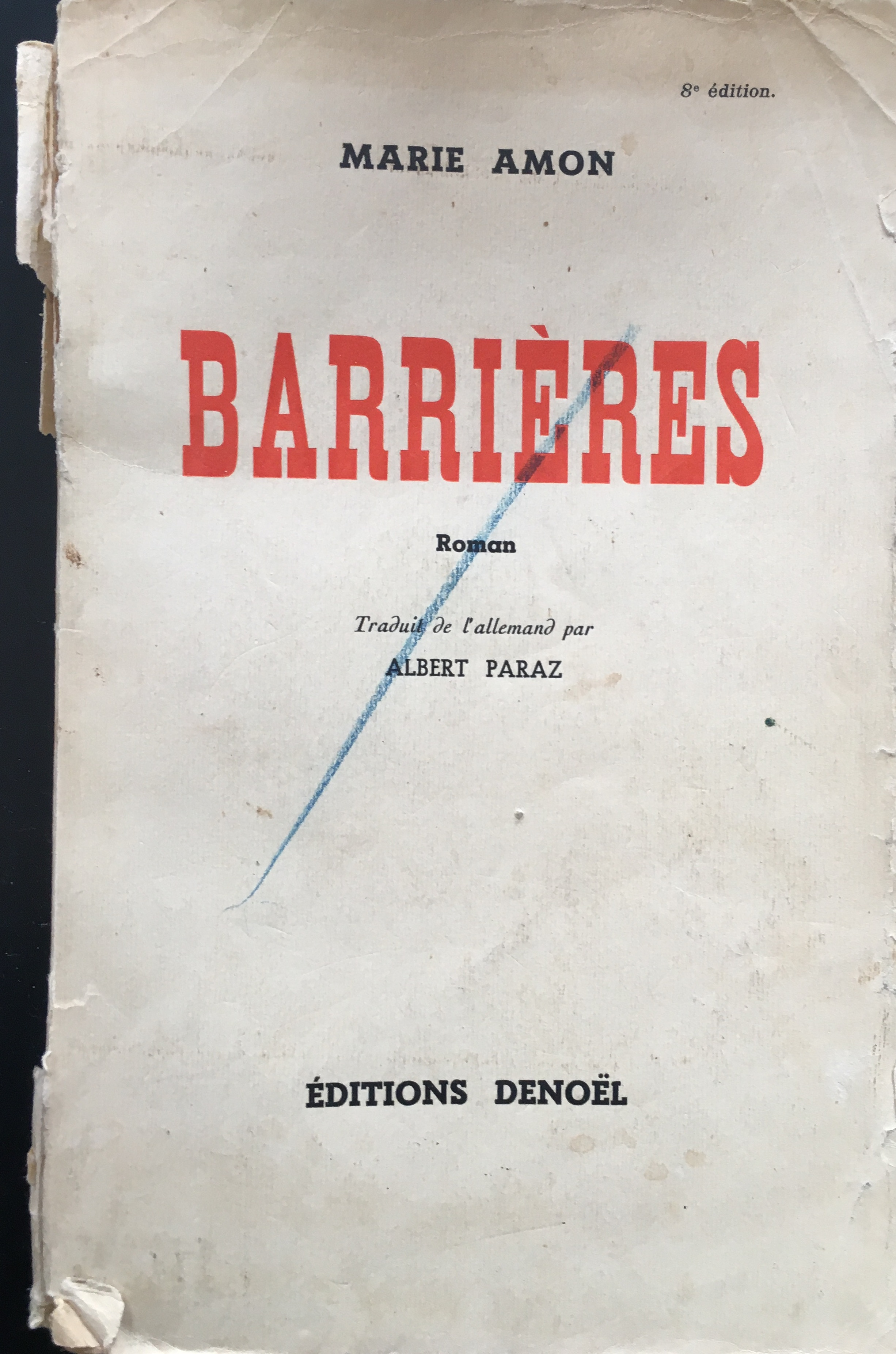
Marie Amon: Barrières. Roman

Liliana Amon, genannt Bibiana (geboren als Maria Liliana Brandstetter am 23. Juni 1892 in Linz; gestorben 1. Februar 1966 in Paris), verheiratete Leithoff, verheiratete Schwab, war eine österreichische Schriftstellerin und Inspirationsfigur. Sie diente Egon Schiele als Modell und wurde von Robert Musil und Franz Werfel literarisch porträtiert.

## Leben
Liliana Amon kam am 23. Juni 1892 als uneheliches Kind der Näherin Caecilia Brandstetter (geb. 17. Juni 1869) und des Schneiders Josef Amon (geb. 22. Mai 1843 Klagenfurt) mit dem Namen Maria Liliana auf die Welt. Getauft wurde sie am 24. Juni in der Linzer Pfarre St. Josef (heute: Heilige Familie). Am 19. Juni 1897 wurde sie „legitimiert“, das heißt: der Vater ließ sich in das Taufbuch als Vater eintragen. Spätestens ab 1909 lebte sie in Wien, wo sie auf den Meldezetteln die Berufe: „Malerin“, „Handelsschülerin“, „Korrespondentin“ und „Sängerin“ angab. 1909 arbeitete sie als Modell für Egon Schiele in dessen Atelier in der Alserbachstraße im 9. Gemeindebezirk. Am 9. August 1910 brachte sie in der Niederösterreichischen Gebäranstalt eine Tochter zur Welt, der sie den Namen Liliana Marie gab und die zur Adoption freigegeben wurde. Die von Walter Schübler zusammengetragenen Fakten deuten darauf hin, dass Schiele nicht der Vater war. Doch dürfte Amon das Modell für die  Zeichnungen einer Schwangeren – die sogenannten „gynäkologischen Aquarelle“ – gewesen sein.
Liliana Amon frequentierte zeitweise Wiener Kaffeehäuser und engagierte sich am Stammtisch des Café Herrenhof. Das trug ihr die Bekanntschaft von Ernst Polak, Milena Jesenská, Gina Kaus, Otto Gross, Muhammad Asad, Albert Ehrenstein, Otto Soyka, Peter Altenberg und Franz Werfel ein. Mit Anton Kuh war sie zeitweise verlobt – er nannte sie „die Strahlende“ und gab sich selbst zehn Gebote, mit denen er hoffte, ihre Zuwendung zu sichern:

“1) Ich soll nicht mit anderen Leuten über die Beziehung zu B[ibiana] reden
2) Ich soll nicht lügen.
3) Ich soll aesthetischer werden.
4) Ich soll mir von einem Therapeuten einen Vortrag über das Wort ›Ethik‹ anhören.
5.) Ich soll jeden Tag umherhören, ob die Mama zu essen hat.
6) Ich soll nachdenken Tag u. Nacht, wie ich es ermögliche, Hemmungen zu bekommen.
7.) Ich soll nicht vergessen B[ibiana] zu respektieren.
8.) Ich soll meine schmutzigen Gedanken nicht meiner schönen [1 Wort unleserlich] Freundin mitteilen, sondern sie verschlucken.
9.) Ich soll ernstlich nachdenken, wie ich am besten der B[ibiana] im Leben weiterhelfen kann
10.) Ich soll eingedenk meines tiefen Schuldbewußtseins beim Aufwachen u. vor dem Zu-Bett-Gehen mir mit allem Aufwand meiner Energie und Kraft 2 Tetschn (zusammen 4) geben.”

Robert Musil dürfte sie als Vorbild für Alpha in Vinzenz und die Freundin bedeutende Männer (1924) verwendet haben. In Karl Tschuppiks autobiografischem Roman Ein Sohn aus gutem Hause (1937) tritt sie als ›Bibi‹ auf. In Franz Werfels Roman Barbara oder die Frömmigkeit (1929) wiederum ist sie als ›Angelika‹ geschildert.
1910 trat sie öffentlich bei einer Lesung literarischer Werke auf. 1920 debütierte sie in Berlin als Schauspielerin und lebt mit dem Graphiker, Maler und Übersetzer Eduard Schiemann zusammen. 1923 wurde sie in Wien von einem Theater verpflichtet. Am 4. Dezember 1924 heiratete sie in Berlin den Schauspieler Eberhard Leithoff; die Ehe wurde 1929 geschieden. Am 30. November 1929 heiratete sie in Berlin den jüdischen Kaufmann Hans Ludwig Schwab (geboren am 6. Dezember 1895 in Darmstadt, gestorben wahrscheinlich im KZ Auschwitz-Birkenau 1942). Später emigrierte sie nach Paris, wo sie 1939 mit Barrières einen autobiografischen Schlüsselroman veröffentlichte, dessen deutsches Manuskript heute verschollen ist.

## Werke
- Marie Amon: Barrières. Roman. Traduit de l’allemand par Albert Paraz. Paris: Editions Denoël 1939.
  - Rezension: Marianne, 16. August 1939, online